# Plava Grobnica
„Plava Grobnica” (cu litere chirilice sârbești: Плава гробница, „Mormântul Albastru”) este o odă scrisă de poetul sârb Milutin Bojić în timpul Primului Război Mondial. Este dedicată soldaților morți de tifos exantematic care au fost îngropați în marea de lângă insula Vido, Grecia. 

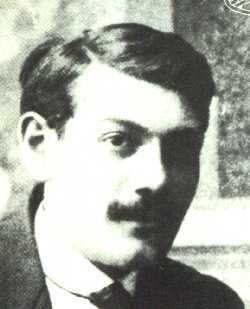
Creatorul poeziei, Milutin Bojić.

În poemul său de paisprezece strofe, Bojić exprimă soarta tragică a Serbiei, a cărei armată a trecut prin Muntenegru și Albania în insulele grecești Corfu și Vido, câteva mii de soldați sârbi aflați pe ultima dintre acestea fiind îngropați în mare.
„Clopotele bisericii noastre anunță totalul morților în loc de ora exactă”, a scris Bojić văzându-și camarazii cum mor în jurul lui. La momentul retragerii sârbe a lucrat la un poem epic, „Cain”, în care a comparat atacul Bulgariei asupra Serbiei (care a precipitat retragerea) cu povestea biblică a lui Cain și Abel. Poemul a fost unul dintre puținele lucruri pe care l-a purtat cu el, în călătoria făcută în timpul iernii peste munți. Atunci când a ajuns la Marea Adriatică, numai pentru ca să-și vadă camarazii sârbi aruncați în mare, pentru a fi înmormântați, a scris una dintre cele mai emoționante poezii de război ale generației sale, „Plava Grobnica”. Un documentar de 30 de minute avându-l pe Zoran Pajic în rolul Milutin Bojić descrie contextul în care a fost compusă oda.
Deși a supraviețuit exodului din Serbia și disperării din Corfu, Bojić a murit în cele din urmă de tuberculoză în Salonic.